# 秋休み
秋休み（あきやすみ）は、秋に設定される学校の長期休暇。
ベルギーなど多くの欧米諸国では、毎年10月中旬から11月初旬に数週間の秋休みがある。オランダでは、10月の後半に1週間の秋休みがあり、オランダ語ではHerfstvakantieといい、「Herfst」は「秋」、「vakantie」は「休暇」という意味である。ベルギーでも、毎年10月中旬から11月初旬に数週間の秋休みがある。
日本でも2学期制の学校の一部などで秋休みが導入されるようになった。

## 欧米

### 欧州
ヨーロッパでは、フランスで10月下旬から11月初旬にかけて、ドイツで10月下旬に秋休みをとる人が多い。

### 北米
アメリカでは11月下旬、カナダでは10月中旬に「サンクスビギング（感謝祭）」で休暇をとる人が多い。アメリカの大学などでは秋休みに大学寮などの施設が閉まる場合がある。

## 日本国内
秋休みではないもの、秋休みが存在しない学校
学校教育法施行令第29条に定める「農繁期等における休業日」が秋休みに比定される。昭和30年代までは、農村地帯の学校で農繁期に児童生徒が家業を手伝うために設定されていた。これは「秋休み」とは呼ばれておらず、「中間休み」「稲刈り休み」等と呼ばれ、別物である。5日間から10日間ほどの休みであった。長野県や山形県などでは1990年代まで存続していたが、学校週5日制導入後に授業時間確保のためすべて廃止されている。
同条により、秋休みを設定するか否か、また設定した場合にその期間を何日間とするかは、公立学校の場合は学校の設置者が定める。一般に3学期制を採る学校では秋休みは存在しない。
秋休みがある学校
伝統的に2学期制を採る一部の国立の小・中・高等学校では、前後期の間に3日～1週間程度の秋休みが設けられている。一部の3学期制から2学期制に移行した非国立学校でも、学期の区切りとして秋休みを設けている学校がある。また、一部の学校で4学期制を採用している学校もある。その場合は初夏休みも同時に存在する。
一部の大学などでは、夏休みが長期にわたるため途中から休暇の呼称を秋休みに変えるところもある（東京大学など）。
筑波大学では3学期制をとっているが、推薦入試の実施と、2学期（9月から11月下旬）及び3学期（12月から翌年3月）の間の休業を兼ねて、11月の末に秋休みを設けている。また秋休み期間を利用して筑波大学を主会場とするつくばマラソンが開催されることが多い。

平成30年度から本格実施となるキッズウィークが、設定時期によっては秋休みに比定される。キッズウィークの具体的な時期は各地域によって異なるが、キッズウィーク設定の狙いの一つとして、大人と子供が向き合う時間を確保するための親の年次有給休暇取得促進があり、政府が毎年10月を「年次有給休暇取得促進期間」と定めていることから、キッズウィークの設定時期は10月前後の秋の時季を想定しているとされる。